# Tutto Tozzi
Tutto Tozzi è una raccolta del cantante italiano Umberto Tozzi uscito nel 2006. È uscito in occasione del 30º anno di carriera del cantante da solista.

## Tracce

### Disco 1
1. Ti amo
2. Donna amante mia
3. Io camminerò
4. Dimentica dimentica
5. Zingaro
6. Tu
7. Perdendo Anna
8. Gloria
9. Qualcosa qualcuno
10. Non va che volo
11. A cosa servono le mani
12. Stella stai
13. Dimmi di no
14. Notte rosa
15. Eva
16. Nell'aria c'è
17. Hurrah

### Disco 2
1. Se non avessi te (È la verità)
2. Gente di mare (con Raf)
3. Invisibile
4. Immensamente
5. Si può dare di più (con Gianni Morandi ed Enrico Ruggeri)
6. Gli altri siamo noi
7. Gli innamorati
8. Io muoio di te
9. Equivocando
10. Lei
11. Aria & Cielo
12. Mai più così
13. Un'altra vita
14. E non volo
15. Le parole
16. Toi, tu (con Cérena)
17. Rien que des mots (con Lena Ka)

## Classifiche
| Classifica (2006) | Posizione massima |
| ----------------- | ----------------- |
| Italia            | 16                |